# Segundo Castillo
Segundo Alejandro Castillo Nazareno (Esmeraldas, 15 de maio de 1982) é um ex-futebolista e treinador de futebol equatoriano. Atualmente está sem clube.
Participou da Copa do Mundo FIFA de 2006 e da Copa América 2007. Jogava como zagueiro e meio campista.

## Carreira

### Jogador
Segundo Alejandro Castillo fez parte do elenco da Seleção Equatoriana de Futebol da Copa América de 2011.

### Treinador
Castillo ingressou no Barcelona SC como assistente técnico em 2022, onde trabalhou sob a direção de vários treinadores, incluindo Fabián Bustos e Ariel Holan. Durante seu tempo como assistente, ele contribuiu para o desenvolvimento da equipe e ganhou experiência na equipe técnica.
Em 2024, após a partida de Holan, Castillo assumiu o cargo de técnico interino, alcançando três vitórias e três empates em seis jogos. Seu desempenho lhe rendeu ratificação como treinador oficial da temporada de 2025, tornando-se o primeiro tecnico equatoriano a iniciar uma campanha com o Barcelona SC em 14 anos.

## Títulos
El Nacional
- Campeonato Equatoriano: 2005 (clausura), 2007

Estrela Vermelha
- Campeonato Sérvio: 2006-07
- Copa da Sérvia: 2006-07

Barcelona Sporting Club
- Campeonato Equatoriano: 2016